# Adonisea spraguei
Adonisea spraguei är en fjärilsart som beskrevs av Augustus Radcliffe Grote 1863. Adonisea spraguei ingår i släktet Adonisea och familjen nattflyn. Inga underarter finns listade i Catalogue of Life.